# Alexis Gray-Lawson
Alexis Amber Gray-Lawson (Oakland, 21 aprile 1987) è un'allenatrice di pallacanestro ed ex cestista statunitense, professionista nella WNBA.

## Carriera
È stata selezionata dalle Washington Mystics al terzo giro del Draft WNBA 2010 (30ª scelta assoluta).
Con gli Stati Uniti ha disputato le Universiadi di Belgrado 2009.